# Capparis
Capparis är ett släkte inom familjen kaprisväxter. Det beskrevs av Carl von Linné 1753. Släktet utgörs av kring 250 arter, med utbredning i tropiska och subtropiska delar av Sydamerika, Afrika, Europa, Asien, Australien och Oceanien. Till släktet hör bland andra de arter som odlas för att ge kapris, vilket är de omogna blomknopparna av C. orientalis, C. spinosa och C. sicula (även C. aegyptia). Även frukten och skotten av vissa arter används som föda eller i folkmedicin. Veden hos vissa arter används också som bränsle och för konstruktionsändamål.

## Etymologi
Namnet Capparis (från grekiska Καππαρις "Kapparis") härstammar från Theofrastos (fjärde århundradet f.Kr.), förespråkades sedan av Dioskorides (första århundradet f.Kr.) och förefaller att ha fått stor spridning genom den arabiska kulturens expansion under medeltien.

## Bildgalleri

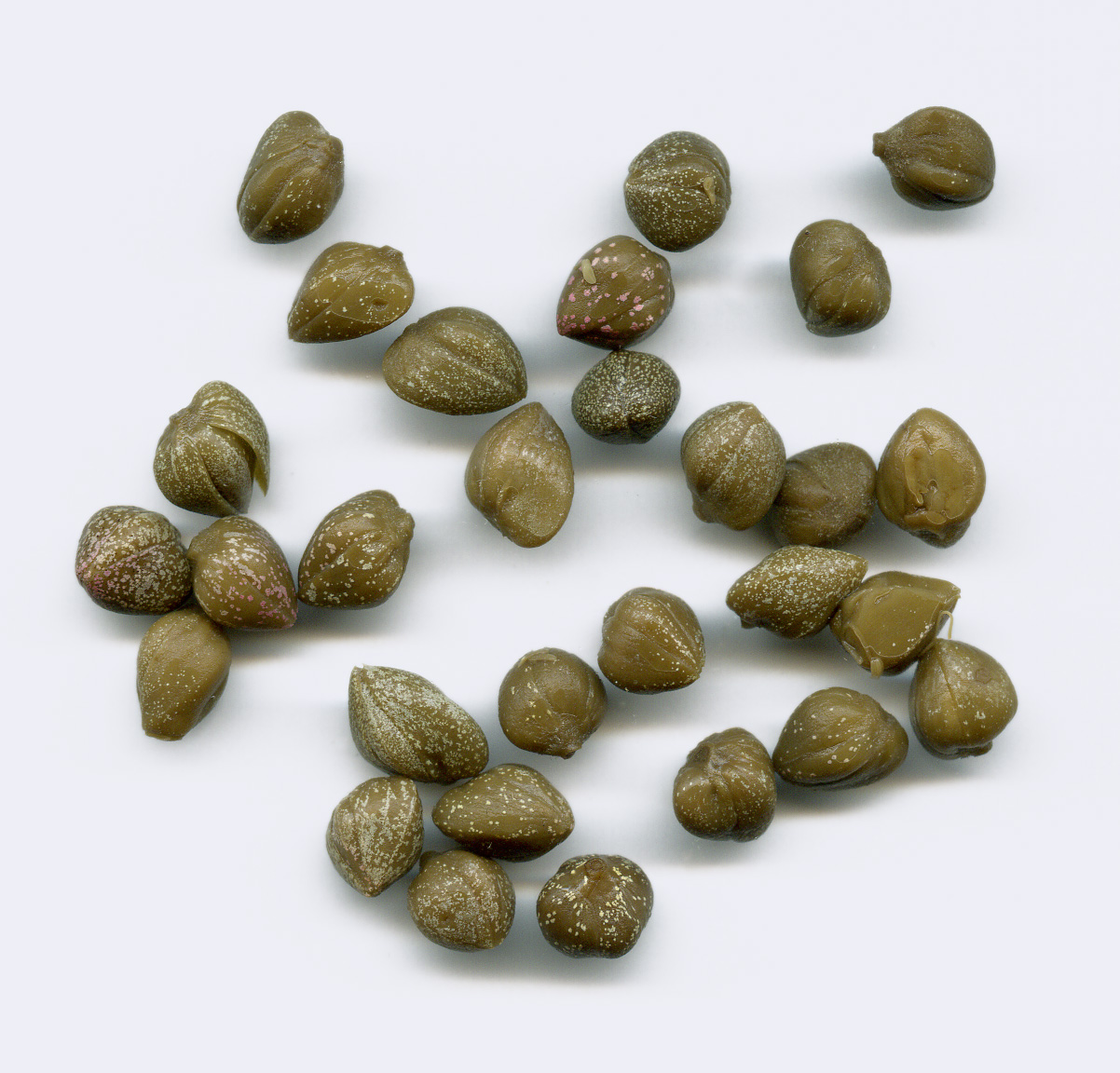
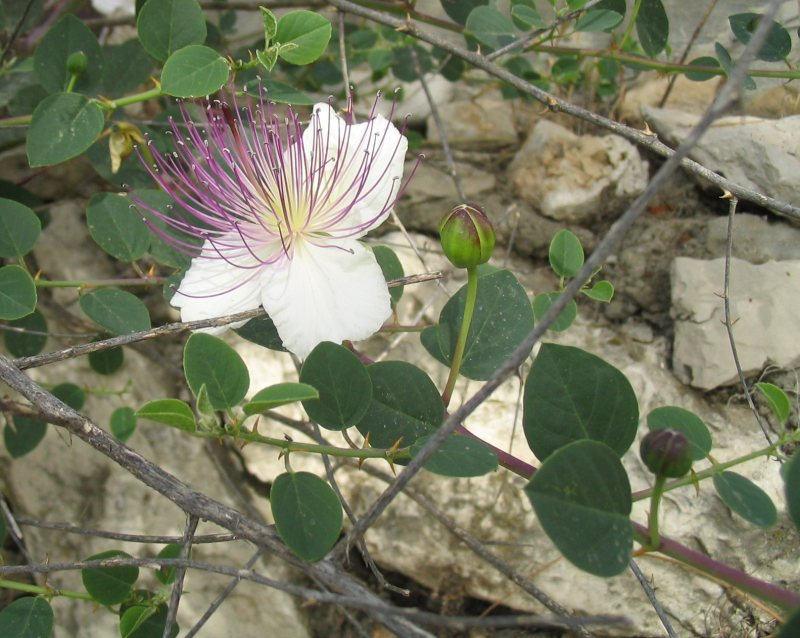
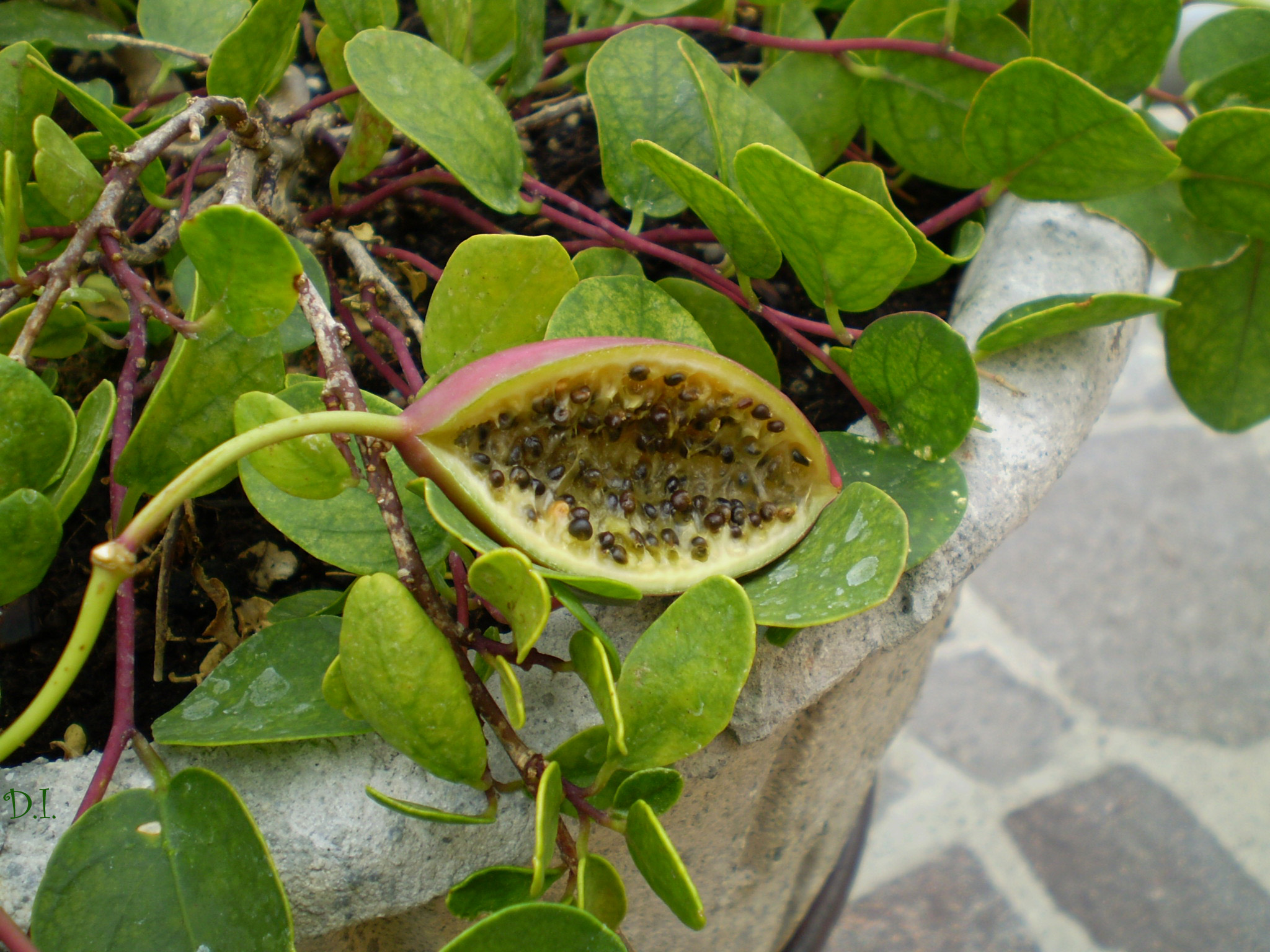
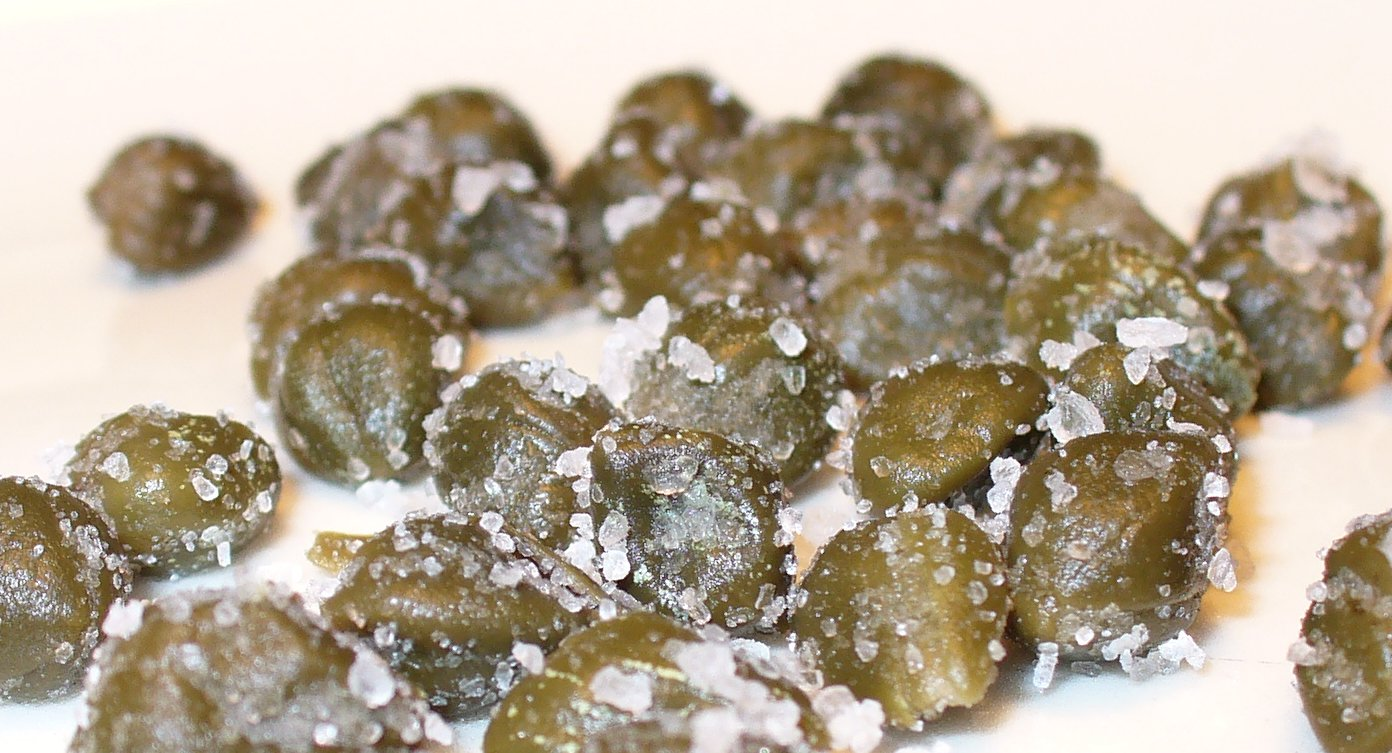
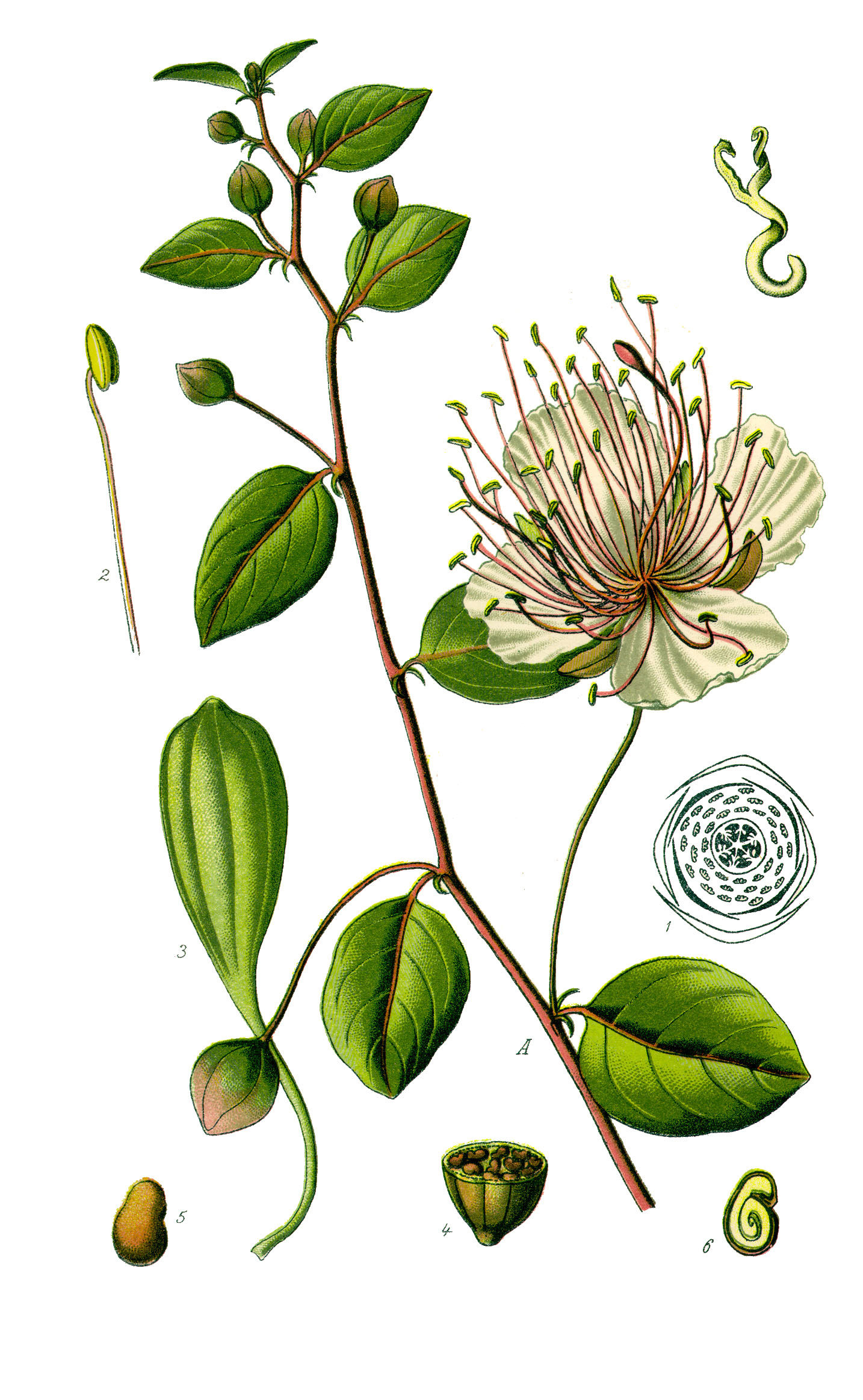

## Dottertaxa tillCapparis, i alfabetisk ordning[1]
- Capparis acutifolia
- Capparis aegyptia
- Capparis annamensis
- Capparis arborea
- Capparis artensis
- Capparis assamica
- Capparis atlantica
- Capparis batianoffii
- Capparis beneolens
- Capparis bodinieri
- Capparis brachybotrya
- Capparis brassii
- Capparis brevispina
- Capparis burmanica
- Capparis buwaldae
- Capparis callophylla
- Capparis canescens
- Capparis cantoniensis
- Capparis cataphyllosa
- Capparis chingiana
- Capparis chrysomela
- Capparis cinerea
- Capparis cleghornii
- Capparis cucurbitina
- Capparis daknongensis
- Capparis dasyphylla
- Capparis decidua
- Capparis diffusa
- Capparis divaricata
- Capparis diversifolia
- Capparis echinocarpa
- Capparis erycibe
- Capparis erythrocarpos
- Capparis fascicularis
- Capparis fengii
- Capparis flavicans
- Capparis floribunda
- Capparis fohaiensis
- Capparis formosana
- Capparis fusifera
- Capparis garciae
- Capparis grandiflora
- Capparis grandis
- Capparis hainanensis
- Capparis henryi
- Capparis hereroensis
- Capparis hierosolymitana
- Capparis himalayensis
- Capparis humistrata
- Capparis jacobsii
- Capparis kerrii
- Capparis khuamak
- Capparis klossii
- Capparis kollimalavana
- Capparis lanceolaris
- Capparis laotica
- Capparis lasiantha
- Capparis lobbiana
- Capparis longestipitata
- Capparis longgangensis
- Capparis longipes
- Capparis loranthifolia
- Capparis lucens
- Capparis lucida
- Capparis masakai
- Capparis mayana
- Capparis mekongensis
- Capparis membranifolia
- Capparis micracantha
- Capparis micrantha
- Capparis mitchellii
- Capparis monantha
- Capparis moonii
- Capparis mucronifolia
- Capparis multiflora
- Capparis nilgiriensis
- Capparis nobilis
- Capparis nummularia
- Capparis olacifolia
- Capparis ornans
- Capparis orientalis
- Capparis ovata
- Capparis pachyphylla
- Capparis pranensis
- Capparis pseudocerasifera
- Capparis pubiflora
- Capparis pubifolia
- Capparis pyrifolia
- Capparis quiniflora
- Capparis radula
- Capparis ramonensis
- Capparis rheedei
- Capparis rigida
- Capparis rotundifolia
- Capparis roxburghii
- Capparis rufidula
- Capparis sabiifolia
- Capparis sandwichiana
- Capparis sarmentosa
- Capparis scortechinii
- Capparis sepiaria
- Capparis shanesiana
- Capparis shevaroyensis
- Capparis siamensis
- Capparis sicula
- Capparis sikkimensis
- Capparis sinaica
- Capparis spinosa
- Capparis srilankensis
- Capparis subsessilis
- Capparis subtomentosa
- Capparis sunbisiniana
- Capparis tchaourembensis
- Capparis tenera
- Capparis thorelii
- Capparis thozetiana
- Capparis tomentosa
- Capparis tonkinensis
- Capparis trichocarpa
- Capparis trinervia
- Capparis trisonthiae
- Capparis umbonata
- Capparis urophylla
- Capparis velutina
- Capparis versicolor
- Capparis viburnifolia
- Capparis viminea
- Capparis wui
- Capparis xanthophylla
- Capparis yunnanensis
- Capparis zeylanica
- Capparis zippeliana
- Capparis zoharyi